# Hundhaupten
Hundhaupten település Németországban, azon belül Türingiában. Lakosainak száma 318 fő (2023. december 31.).

## Népesség
A település népességének változása:
| Lakosok száma | 318  | 306  | 322  | 318  | 318  |
|               | 2017 | 2019 | 2021 | 2022 | 2023 |